# 亞伯拉罕·卡普蘭
亞伯拉罕·卡普蘭（英語：Abraham Kaplan，1918年6月11日—1993年6月19日）是一位美國哲學家，因在《探究的行為》（The Conduct of Inquiry）一書中研究行為科學而聞名的哲學家，其思想主要受到实用主义者查尔斯·桑德斯·皮尔士、威廉·詹姆士以及约翰·杜威等人的影響。

## 外部連結
- New York Times, Obituary
- Cal Poly Pomona University Library, Biography on Abraham Kaplan
- The conduct of inquiry at google books （页面存档备份，存于）
- 1968 documentary （页面存档备份，存于）
- Abraham Kaplan, The Process of Observation （页面存档备份，存于） (1964)